# Paste (periodico)
Paste è un mensile statunitense che si occupa principalmente di musica, ma anche di cinema, televisione e in generale della cultura di massa.
Edito da Wolfgang's Vault e fondato da Josh Jackson, Nick Purdy e Tim Porter, ha come tagline la frase Signs of Life in Music, Film and Culture.
Sebbene nato con un interesse prettamente musicale, con una particolare attenzione ai generi adult alternative rock, americana e indie rock, Paste dà spazio a informazioni riguardanti film indipendenti e libri.

## Storia
Del luglio 2002 è la prima pubblicazione di Paste, quando ancora la cadenza era trimestrale; l'aggiunta di Joe Kirk alla direzione e il passaggio a un'uscita bimestrale accompagnarono la crescente popolarità della rivista.
Dall'edizione dell'agosto 2006, Paste è pubblicata una volta al mese.
Per due anni, poté disporre di uno spazio settimanale (ogni martedì) su CNN Headline News dal titolo Paste Picks, nel quale venivano suggeriti ai telespettatori album e film in uscita.
Nell'ottobre 2007 venne offerta la possibilità di ottenere un anno di abbonamento alla rivista in cambio di una somma arbitraria.
Il numero di abbonati salì a 28 000 e contribuì a pubblicizzare il prodotto, ma Tim Porter affermò che, alla lunga, l'affare non sarebbe stato economicamente sostenibile; nella stessa occasione si dichiarò comunque fiducioso nel rinnovo degli abbonamenti di molti lettori, anche per la crescita del numero di utenti web (tra cui pubblicitari) potenzialmente interessati al sito ufficiale.
A causa della crisi economica, tra il 2008 e il 2009 Paste dovette affrontare, così come altre testate, un forte calo nelle entrate pubblicitarie.
Il 13 maggio 2009 il direttore annunciò un piano per salvare la rivista, riducendo i costi di vendita e chiedendo a lettori, celebrità, personalità del mondo della musica un contributo.
Il 31 agosto 2010 fu sospesa la stampa delle copie, pur rimanendo attivo il sito PasteMagazine.com.
Dal 28 maggio venne annunciato il ritorno dell'abbonamento settimanale a partire da settembre 2011, ma solamente per la versione digitale della rivista; con esso arrivarono applicazioni specifiche per IPad e tablet Android.

## Premi
Nominata nel suo periodo di attività per quattro volte ai National Magazine Awards, nel 2005 Paste si collocò al 21º posto nella lista delle 50 migliori riviste (in inglese 50 Best Magazines) stilata dal Chicago Tribune, rientrando due anni più tardi nella medesima classifica.
Ai PLUG Independent Music Awards è stato votato per tre anni consecutivamente (2006, 2007, 2008) "rivista dell'anno" (in inglese Magazine of the Year).